# Вільям Гамільтон, 11-й герцог Гамільтон

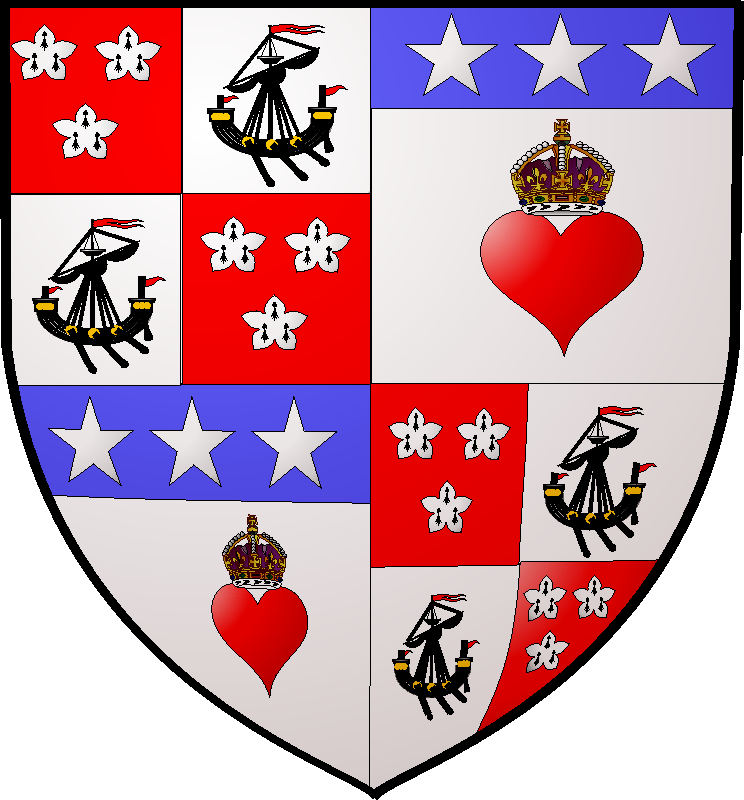
Герб герцогів Гамільтон.

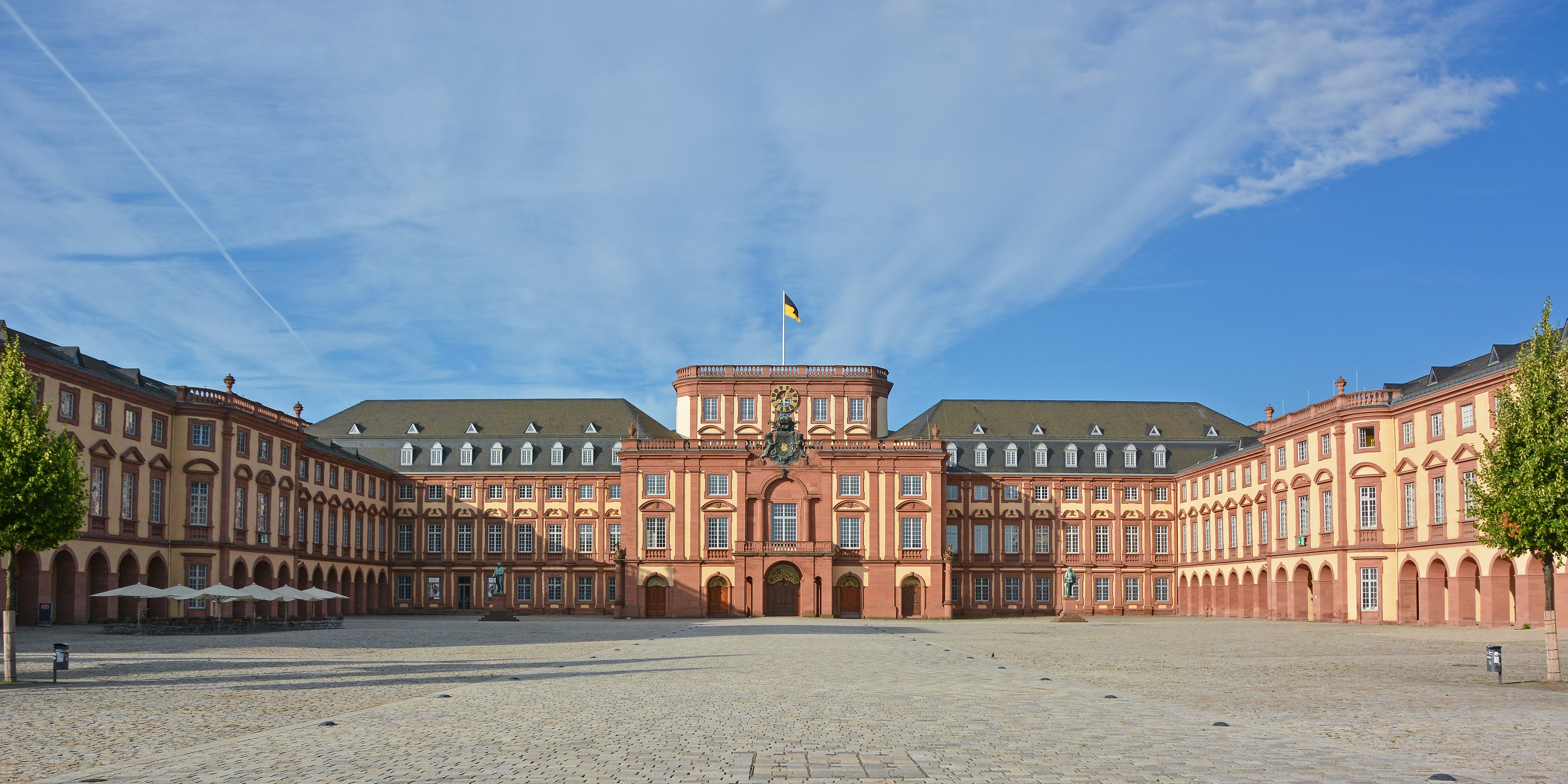
Палац Мангейм, де відбувся шлюб ХІ герцога Гамільтон з принцесою Марією Амелією Баденською.

Вільям Олександр Арчібальд Гамільтон (19 лютого 1811 — 8 липня 1863) — шотландський шляхтич, перший пер Шотландії, ХІ герцог Гамільтон, VIII герцог Брендон, лорд-лейтенант Ланаркширу, масон, Великий магістр Великої ложі Шотландії, вождь клану Гамільтон.

## Життєпис
Вільям Олександр Арчібальд Гамільтон був сином Олександра Гамільтона  , Х герцога Гамільтон та Сюзанни Ефімії Бекфорд, дочки англійського письменника Вільяма Бекфорда. Вільям Гамільтон народився в Лондоні, де в той час перебували його батьки.
З народження він володів титулом графа Ангус, з 1819 року володів титулами маркіз Дуглас та маркіз Клейдсдейл. Освіту отримав в Ітонському коледжі та коледжі Крайст-Черч в Оксфорді. З 1863 року обіймав посаду граф-маршала Шотландії. Коли в 1852 році помер його батько, він успадкував всі його титули. Володіння і землі. У 1852 році отримав посаду лорд-лейтенанта Ланаркширу та успадкував титул герцога Гамільтон.
Після одруження у 1843 році з німецькою принцесою Вільям Гамільтон купив будинок в Лондоні, розташований за адресою Арлінгтон-стріт, 22, Сент-Джеймс, Вестмінстер. Протягом майбутніх 20 років він вклав величезні кошти в реставрацію, ремонт та перебудову цього будинку. Купив цей будинок він у Генрі Сомерсета — VII герцога Бофорт. За будинок він заплатив £ 60 000 — на той час величезні гроші. На будинку, зокрема він встановив залізні та кам'яні плити із власним гербом та девізом. Після смерті герцога Гамільтон у 1863 році будинок перейшов до його вдови. Вдова продала будинок Айвору Гвесту — І барону Вімборн. Продаж відбувся на аукціоні в 1867 році.
Герцог Гамільтон помер в Парижі. Його тіло було перевезене в Шотландію і поховане в мавзолеї Герцогів Гамільтон в місті Гамільтон.

## Родина і діти
23 лютого 1843 року він одружився з принцесою Марією Амелією Баденською (1817—1888) — дочкою герцога Баденського Карла Людовика Фрідріха  та Стефанії де Богарне — прийомною дочкою імператора Франції Наполеона І Бонапарта. Шлюб відбувся в Німеччині, в місті Мангейм, у палаці Мангейм-палас. У цьому шлюбі були діти:
- Вільям Дуглас-Гамільтон (1845—1895) — ХІІ герцог Гамільтон, ІХ герцог Брендон
- лейтенант Чарльз Джордж Дуглас-Гамільтон (1847—1886) — VII граф Селкірк
- леді Мері Вікторія Гамільтон (1850—1922) — перший раз одружилась у 1869 році з принцом Альбером І, майбутнім князем Монако. Другий раз одружилась з графом Тассіло Фешетіч фон Тольном (1850—1933)